# Rothenhausen
Rothenhausen (toponimo tedesco) è una frazione del comune svizzero di Bussnang, nel Canton Turgovia (distretto di Weinfelden).

## Storia

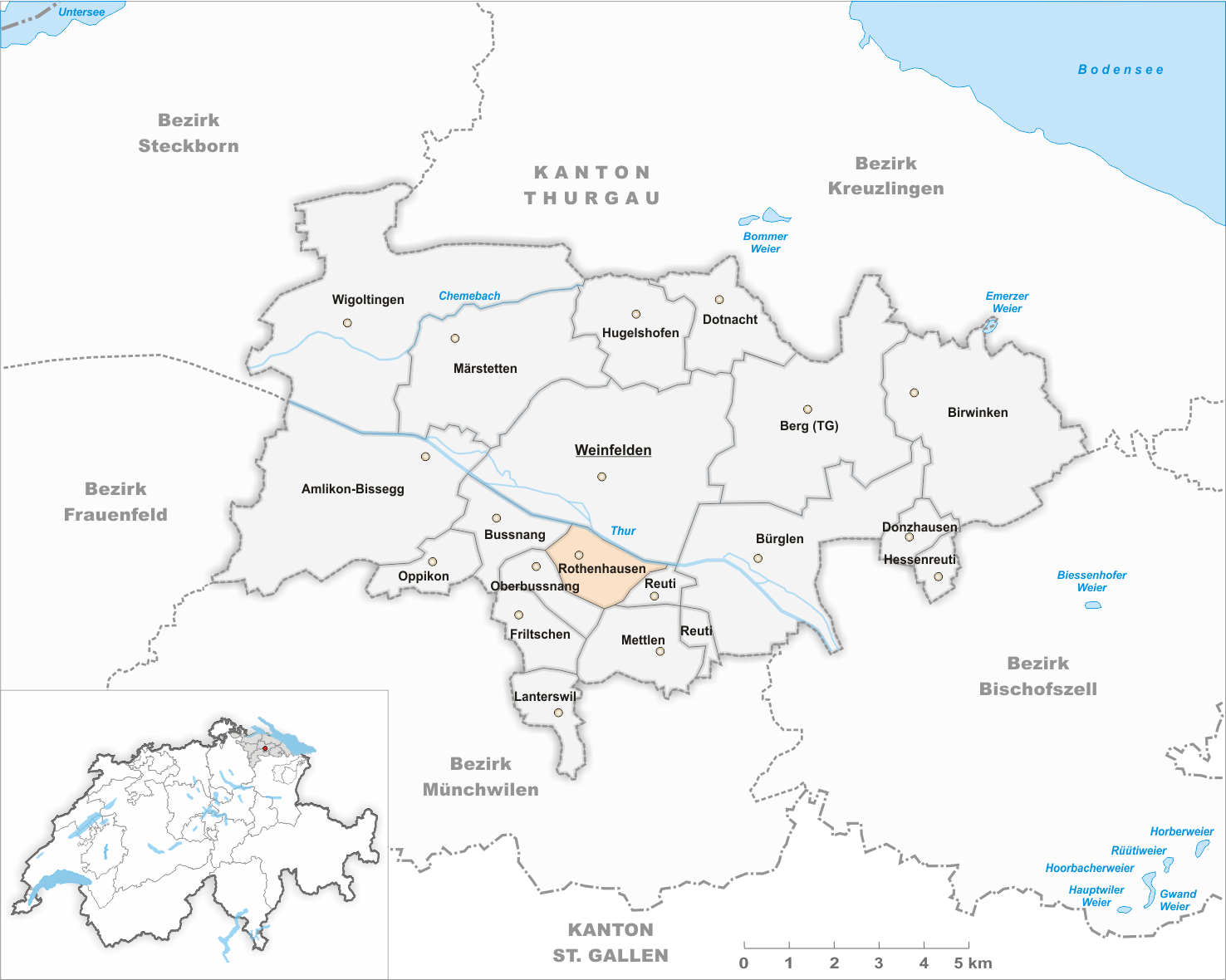
Il territorio del comune di Rothenhausen prima degli accorpamenti comunali del 1996

Già comune autonomo (Ortsgemeinde) che comprendeva anche le frazioni di Puppikon e Thurrain, nel 1996 è stato aggregato al comune di Bussnang assieme agli altri comuni soppressi di Friltschen, Lanterswil, Mettlen, Oberbussnang, Oppikon e Reuti.

## Società

### Evoluzione demografica
L'evoluzione demografica è riportata nella seguente tabella:
Abitanti censiti

## Amministrazione
Ogni famiglia originaria del luogo fa parte del cosiddetto comune patriziale e ha la responsabilità della manutenzione di ogni bene ricadente all'interno dei confini della frazione.